# Anastrepha grandis
Anastrepha grandis är en tvåvingeart som först beskrevs av Macquart 1846.  Anastrepha grandis ingår i släktet Anastrepha och familjen borrflugor. Inga underarter finns listade i Catalogue of Life.